# Curcuma sahuynhensis
Curcuma sahuynhensis là một loài thực vật có hoa trong họ Gừng. Loài này được Jana Leong-Škorničková và Lý Ngọc Sâm mô tả khoa học đầu tiên năm 2015. Mẫu định danh: Lý Ngọc Sâm, Phan Thế Cường, Lý-486; thu thập ngày 4 tháng 9 năm 2010 tại cao độ 183 m, tọa độ , núi Đồng Đế, núi Đồng Vân, thôn Đồng Vân, xã Phổ Thạnh, huyện Đức Phổ (nay là phường Phổ Thạnh, thị xã Đức Phổ), tỉnh Quảng Ngãi, Việt Nam. Tên gọi địa phương là rau nghệ.

## Từ nguyên
Tính từ định danh sahuynhensis có nguồn gốc từ địa danh Sa Huỳnh, quê hương của tác giả thứ hai (Lý Ngọc Sâm), nơi loài này được thu thập lần đầu tiên. Khu vực Sa Huỳnh nổi tiếng với nền văn hóa cổ phong phú có niên đại từ năm 1000 TCN đến năm 200.

## Phân bố
Loài này có tại tỉnh Quảng Ngãi, miền trung Việt Nam. Môi trường sống là rừng vùng đất thấp ven biển, trên đất sỏi đá bạc màu ở những bãi đất trống, các thảm cây bụi cũng như rừng trồng keo (Acacia); ở cao độ 100-1.100 m.

## Mô tả
Cây thảo thân rễ nhỏ, cao đến 0,8 m. Thân rễ hình trứng đến hình trứng hẹp, 1,5-4,0 × 0,5-1,0 cm, đôi khi với nhánh mỏng hướng xuống dưới, vỏ màu nâu nhạt, ruột màu trắng kem đến vàng nhạt, hơi thơm, củ rễ hình thoi, 2-6 × 0,8-1,8 cm, vỏ màu nâu nhạt, ruột màu trắng, vùi sâu xuống đất (cách thân rễ chính 8–15 cm). Ca chồi lá có 1-2 lá vào lúc ra hoa, đến 10 lá trên cây trưởng thành sau thời kỳ ra hoa; thân giả dài 10-15(-20) cm, màu xanh lục, gồm các lá bắc bẹ và các bẹ lá; lá bắc bẹ 3-5, màu xanh lục, nhẵn nhụi hoặc thưa lông tơ, chuyển thành khô và dạng giấy theo tuổi; bẹ lá xanh lục, nhẵn nhụi; lưỡi bẹ dài đến 5 mm, 2 thùy, như thủy tinh, màu trắng ánh lục, trong mờ, nhẵn nhụi, mép thưa lông; cuống lá dài 2-20(-24) cm (cuống của lá thứ nhất ngắn nhất, của lá trong cùng dài nhất), có rãnh, màu xanh lục, nhẵn nhụi; phiến lá hơi không đều, hình trứng đến hình elip, 20-38 × 9-16(-18) cm (đo ở cây trưởng thành trong giai đoạn cuối của thời kỳ ra hoa), uốn nếp, mặt gần trục màu xanh lục tươi, mặt xa trục màu xanh lục nhạt, nhẵn nhụi nhưng thưa lông tơ dọc theo gân giữa và gần mép ở phần đỉnh của phiến lá; gân giữa màu xanh lục, nhẵn nhụi mặt trên, rất thưa lông tơ ở mặt dưới (lông chỉ hạn hẹp ở các bên của gân giữa); gốc tù đến thuôn tròn, hơi lệch; đỉnh thon nhỏ dần thành nhọn thon, có lông tơ. Cụm hoa bên, mọc cùng lúc với 1-2 lá đầu tiên; cuống dài 6–16 cm, đường kính đến 8 mm, màu xanh lục nhạt ở các phần lộ sáng, bọc trong 3-5 bẹ không lá, màu lục nhạt, nhẵn nhụi (chuyển thành khô và dạng giấy theo tuổi); cành hoa bông thóc dài đến 6–15 cm, đường kính 5–9 cm ở đoạn giữa, không có mào rõ rệt, gồm 10-23 lá bắc; lá bắc 3,0-5,5 × 1,5-4,0 cm, hình trứng rộng đến hẹp đến hình thoi (rộng hơn ở đáy, hẹp hơn ở đỉnh), màu ánh trắng đến xanh lục nhạt tại gốc với nhiều mức độ khác nhau của ánh hồng san hô hoặc đỏ, cả hai mặt nhẵn nhụi, hợp sinh ở 1/3-1/4 phần dưới, đỉnh nhọn đến nhọn hẹp, uốn ngược; xim hoa bọ cạp xoắn ốc với 3-5 hoa tại gốc cụm hoa, 1-2 hoa ở đỉnh; lá bắc con hình dùi, dài 1–5 mm, màu trắng nửa trong mờ, nhẵn nhụi, thường tiêu giảm hoàn toàn. Hoa dài 3,5-5,5 cm, thò ra từ lá bắc; đài hoa dài 14–19 mm, 3 răng, có vết rạch một bên, 5–8 mm, nhẵn nhụi, nửa trong mờ, màu trắng hoặc ánh hồng; ống hoa dài 1,8-2,8 cm, hình trụ hẹp tại gốc trong khoảng 1,3-1,8 cm phía trên bầu nhụy, hình phễu tại đỉnh, bên ngoài màu trắng hoặc ánh hồng, có lông tơ (ít hơn ở phần đáy), bên trong màu trắng, chuyển thành vàng nhạt về phía phần đỉnh, rậm lông ở phần đỉnh, thưa lông về phần đáy, với rãnh lỏng lẻo ở mặt lưng giữ vòi nhụy; thùy tràng lưng 15-22 × 6–11 mm, hình trứng tam giác, lõm, màu trắng hoặc vàng nhạt với nhiều mức độ khác nhau của ánh hồng hoặc đỏ, nhẵn nhụi, đỉnh có mấu nhọn ~1 mm, thưa lông tơ; thùy tràng bên 15-20 × 6–9 mm, hình tam giác, đỉnh nhọn rộng đến tù, hơi lõm, màu trắng hoặc vàng nhạt với nhiều mức độ khác nhau của ánh hồng hoặc đỏ, nhẵn nhụi; cánh môi 15-23 × 12–18 mm, hơi hình trứng ngược, với vết khía dài 2–7 mm, gốc màu trắng kem, màu vàng nóng ở đỉnh với dải màu da cam-vàng tươi chạy qua tâm; nhị lép bên 15-22 × 10–14 mm, hình trứng không đều đến hình trứng ngược đếnh hình phỏng thoi, màu vàng nóng, nhạt hơn về phía gốc, phủ một lớp lông tuyến ngắn ở mặt gần trục. Nhị dài 11–12 mm; chỉ nhị dài 4–5 mm, màu trắng kem đến vàng nhạt, rộng 3–4 mm ở gốc, 2,0-2,5 mm ở đỉnh (điểm gắn với mô liên kết), rậm lông tơ (lông tuyến); bao phấn hình chữ L (góc khoảng 110°-120°), có cựa; mô liên kết màu vàng nhạt đến vàng-cam nhạt, rậm lông tơ (lông tuyến), cựa bao phấn dài 3,5-5,0 mm, mập, song song với các đầu nhọn hơi rẽ ra, màu trắng kem đến vàng nhạt, mào bao phấn dài 0,3-1,0 mm (hầu như không đáng kể ở một số cây), đỉnh có khía răng cưa, màu vàng nhạt; bao phấn dài 6–7 mm, nứt dọc theo toàn bộ chiều dài; phấn hoa màu trắng. Tuyến trên bầu 2, màu vàng kem, dài 4–6 mm, đường kính 0,6 mm, đỉnh tù. Vòi nhụy màu trắng, nhẵn nhụi; đầu nhụy hình đầu, rộng 1 mm, màu trắng kem; lỗ nhỏ có lông rung ngắn hướng về phía trước. Bầu nhụy 3-5 × 2–4 mm, 3 ngăn, màu trắng kem, thường nhẵn nhụi (hiếm khi thưa lông ở phần đỉnh). Quả nang hình cầu 3 ngăn (với các ngăn phồng rõ nét ở quả chín), đường kính 11–15 mm, màu trắng, nhẵn nhụi; hạt hình trứng ngược không đều, 4-5 × 2–3 mm, màu nâu nhạt, bóng, bao trong áo hạt màu trắng mờ, xé rách. Ra hoa tháng 8-10, tạo quả tháng 9-11. Kiểu ra hoa này tương ứng với thời điểm đầu mùa mưa ở miền Trung đến miền Bắc Việt Nam.
Tương tự như C. xanthella (phân chi Ecomata) ở phiến lá hình elip-mũi mác, uốn nếp và bao phấn hình chữ L, nhưng khác về hình dạng và kích thước của cành hoa bông thóc xuất hiện trên mặt đất (6-15 × 5–9 cm, bao gồm 10- 23 lá bắc với các nửa đỉnh uốn ngược rõ nét trên một cán hoa dài), các hoa tổng thể nhỏ hơn (dài 3,5-4,5 cm), ngắn hơn (4 mm) và cựa bao phấn mập hơn, mô vỏ bao phấn dài hơn (dài 6–7 mm) và các tuyến trên bầu ngắn hơn (dài 5–6 mm); so với cành hoa bông thóc 4-5 × 1,5–2 cm, gồm 4-8 lá bắc với cán hoa nhỏ hơn, phần gốc của cành hoa bông thóc thường ở dưới đất một phần, hoa dài đến 7,5 cm, cựa bao phấn dài hơn (6 mm) và mảnh hơn, mô vỏ bao phấn ngắn hơn (3–4 mm) và tuyến trên bầu dài hơn (khoảng 15 mm) ở C. xanthella.

## Sử dụng
Tên gọi rau nghệ phản ánh thực tế là C. sahuynhensis thường được thu hoạch làm một loại rau ăn ở địa phương. Các cụm hoa và chồi lá non được mua bán ở chợ địa phương khi vào mùa và được dùng để làm rau luộc hoặc nấu canh (thường trộn với một loại rau dại khác là lá giang (Aganonerion polymorphum, họ Apocynaceae)).